# Convocazioni per la Coppa delle Nazioni Africane Under-20 2015
Elenco dei giocatori convocati da ciascuna Nazionale partecipante alla Coppa delle Nazioni Africane Under-20 2015.

## Gruppo A

### Costa d'Avoriounder 20
Commissario tecnico:  Ibrahim Kamara
| N. | Pos. | Giocatore                  | Data nascita (età)          | Pres. | Reti | Squadra                       |
| -- | ---- | -------------------------- | --------------------------- | ----- | ---- | ----------------------------- |
| 1  | P    | Seck Aboubakar Diabagate   | 13 agosto 1996 (18 anni)    |       |      | AFAD Djékanou                 |
| 2  | D    | Dagou Willie Britto        | 15 dicembre 1996 (18 anni)  |       |      | Indenié d'Abengourou          |
| 3  | D    | Ibrahima Diaby             | 22 febbraio 1995 (20 anni)  |       |      | Société Omnisports de l'Armée |
| 4  | D    | Ismaël Diallo              | 29 gennaio 1997 (18 anni)   |       |      | Bastia                        |
| 5  | C    | Victorien Angban           | 29 settembre 1996 (18 anni) |       |      | Chelsea                       |
| 6  | D    | Mohamed Doumouya           | 10 giugno 1995 (19 anni)    |       |      | Ullensaker/Kisa               |
| 7  | C    | Junior Landry Ahissan      | 10 novembre 1996 (18 anni)  |       |      | Ivoire Academie               |
| 8  | A    | Adriel D’Avila Ba Loua     | 25 luglio 1996 (18 anni)    |       |      | ASEC Mimosas                  |
| 9  | C    | Dogbole Anderson Niangbo   | 6 ottobre 1999 (15 anni)    |       |      | Bassam                        |
| 10 | D    | Franck Kessié              | 19 dicembre 1996 (18 anni)  |       |      | Atalanta                      |
| 11 | C    | Yakou Méïté                | 11 febbraio 1996 (19 anni)  |       |      | PSG                           |
| 12 | C    | Brou Manasse Ngoh          | 10 dicembre 1999 (15 anni)  |       |      | Société Omnisports de l'Armée |
| 13 | C    | Aboubakar Keita            | 5 novembre 1997 (17 anni)   |       |      | Copenaghen                    |
| 14 | D    | Sherif Olatunde Jimoh      | 4 maggio 1996 (18 anni)     |       |      | Athletic Adjame               |
| 15 | A    | Chris Bedia                | 5 marzo 1996 (19 anni)      |       |      | Tours                         |
| 16 | P    | Koko Yvan Gahie            | 1º febbraio 1997 (18 anni)  |       |      | Denguélé                      |
| 17 | C    | Alexandre Perimael Yehoule | 23 dicembre 1995 (19 anni)  |       |      | Alliance Indenié              |
| 18 | C    | Kouame Alphonse Yao        | 17 agosto 1996 (18 anni)    |       |      | Royal Atlantic Djibi          |
| 19 | C    | Habib Maïga                | 1º gennaio 1996 (19 anni)   |       |      | Saint-Étienne                 |
| 20 | A    | Baba Lamine Traore         | 16 giugno 1998 (16 anni)    |       |      | AFAD Djékanou                 |
| 21 | P    | Adama Ouattara             | 28 marzo 1995 (19 anni)     |       |      | AFAD Djékanou                 |

### Nigeriaunder 20
Commissario tecnico:  Manu Garba
| N. | Pos. | Giocatore                  | Data nascita (età)         | Pres. | Reti | Squadra                  |
| -- | ---- | -------------------------- | -------------------------- | ----- | ---- | ------------------------ |
| 1  | P    | Joshua Enaholo             | 24 luglio 1996 (18 anni)   |       |      | MFM                      |
| 2  | D    | Musa Muhammed              | 31 ottobre 1996 (18 anni)  |       |      | Heart Academy            |
| 3  | D    | Mustapha Abdullahi         | 18 gennaio 1996 (19 anni)  |       |      | Spotlight                |
| 4  | C    | Akinjide Idowu             | 9 settembre 1996 (18 anni) |       |      | Nath Boys Academy        |
| 5  | D    | Abdulganiyu Saheed         | 23 marzo 1996 (18 anni)    |       |      | Ace Football Academy     |
| 6  | D    | Izu Omego                  | 15 agosto 1996 (18 anni)   |       |      | Apapa Golden             |
| 7  | C    | Bernard Bulbwa             | 11 ottobre 1996 (18 anni)  |       |      | Shuttle Sports Academy   |
| 8  | A    | Abdullahi Ibrahim Alhassan | 3 novembre 1996 (18 anni)  |       |      | Heart Academy            |
| 9  | A    | Christian Pyagbara         | 13 marzo 1996 (18 anni)    |       |      | Dolphins                 |
| 10 | C    | Abdullahi Alfa             | 29 luglio 1996 (18 anni)   |       |      | Football College Academy |
| 11 | A    | Usman Sale                 | 27 agosto 1995 (19 anni)   |       |      | Wikki Tourists           |
| 12 | C    | Ifeanyi Ifeanyi            | 15 agosto 1995 (19 anni)   |       |      | Water                    |
| 13 | D    | Samuel Okon                | 15 dicembre 1996 (18 anni) |       |      | Greater Tomorrow Academy |
| 14 | C    | Obinna Nwobodo             | 29 novembre 1996 (18 anni) |       |      | Enugu Rangers            |
| 15 | C    | Ifeanyi Mathew             | 20 gennaio 1997 (18 anni)  |       |      | El-Kanemi Warriors       |
| 16 | P    | Dele Alampasu              | 24 dicembre 1996 (18 anni) |       |      | Football College Abuja   |
| 17 | A    | Chidera Ezeh               | 2 ottobre 1997 (17 anni)   |       |      | Porto                    |
| 18 | A    | Taiwo Awoniyi              | 12 agosto 1997 (17 anni)   |       |      | Kalmar                   |
| 19 | D    | Zaharadeen Bello           | 21 dicembre 1997 (17 anni) |       |      | Dabo Babes Academy       |
| 20 | A    | Wasiu Jimoh                | 11 ottobre 1996 (18 anni)  |       |      | Kwara Football Academy   |
| 21 | P    | Olorunleke Ojo             | 17 agosto 1995 (19 anni)   |       |      | Giwa                     |

### Rep. del Congounder 20
Commissario tecnico:  Paolo Berrettini
| N. | Pos. | Giocatore                      | Data nascita (età)          | Pres. | Reti | Squadra               |
| -- | ---- | ------------------------------ | --------------------------- | ----- | ---- | --------------------- |
| 1  | P    | Darnet Joé Ombandza            | 9 aprile 1998 (16 anni)     |       |      | Kondzo                |
| 2  | D    | Karl Ekaya                     | 19 aprile 1995 (19 anni)    |       |      | Diables Noirs         |
| 3  | D    | Raphaël Leibniz Ebara          | 4 aprile 1995 (19 anni)     |       |      | CARA Brazzaville      |
| 4  | C    | Charlevy Mabiala               | 31 marzo 1996 (18 anni)     |       |      | Auxerre               |
| 5  | C    | Bevic Moussiti-Oko             | 28 gennaio 1995 (20 anni)   |       |      | Lilla                 |
| 6  | D    | Faria Jobel Ondongo            | 19 giugno 1996 (18 anni)    |       |      | Étoile du Congo       |
| 7  | A    | Jean Rosis Okoumou Opimbat     | 1º gennaio 1997 (18 anni)   |       |      | ACNFF                 |
| 8  | C    | Hardy Binguila                 | 17 luglio 1996 (18 anni)    |       |      | Auxerre               |
| 9  | A    | Deldy Muriel Goyi              | 9 aprile 1997 (17 anni)     |       |      | Diables Noirs         |
| 10 | C    | Moïse Nkounkou                 | 2 agosto 1996 (18 anni)     |       |      | Étoile du Congo       |
| 11 | A    | Arci Saint Thibault Biassadila | 2 febbraio 1995 (20 anni)   |       |      | Diables Noirs         |
| 12 | A    | Silvere Ganvoula Mboussy       | 29 giugno 1996 (18 anni)    |       |      | Raja Casablanca       |
| 13 | C    | Constantin Christ Bakaki       | 21 settembre 1996 (18 anni) |       |      | Diables Noirs         |
| 14 | A    | Kader Bidimbou                 | 20 febbraio 1996 (19 anni)  |       |      | Léopards              |
| 15 | D    | Cosme Mavoungou                | 22 dicembre 1996 (18 anni)  |       |      | Diables Noirs         |
| 16 | P    | Pavelh Ndzila                  | 12 gennaio 1995 (20 anni)   |       |      | Étoile du Congo       |
| 17 | C    | Fred Duval Ngoma               | 24 novembre 1997 (17 anni)  |       |      | Diables Noirs         |
| 18 | D    | Grace Miguel Itoua             | 12 aprile 1995 (19 anni)    |       |      | Diables Noirs         |
| 19 | D    | Dorvel Dibekou                 | 17 novembre 1998 (16 anni)  |       |      | Saint Michel d'Ouenzé |
| 20 | C    | Scott Bitsindou                | 11 maggio 1996 (18 anni)    |       |      | Anderlecht            |
| 21 | P    | Robelvy Bilongo                | 11 febbraio 1996 (19 anni)  |       |      | Ajax de Ouenzé        |

### Senegalunder 20
Commissario tecnico:  Joseph Koto
| N. | Pos. | Giocatore             | Data nascita (età)          | Pres. | Reti | Squadra           |
| -- | ---- | --------------------- | --------------------------- | ----- | ---- | ----------------- |
| 1  | P    | Lamine Ba             | 4 giugno 1995 (19 anni)     |       |      | Dakar             |
| 2  | A    | Alassane Diouf        | 12 gennaio 1997 (18 anni)   |       |      | Darou Salam       |
| 3  | D    | Andelinou Corréa      | 31 dicembre 1996 (18 anni)  |       |      | Dakar             |
| 4  | D    | Mohamed Sané          | 26 gennaio 1996 (19 anni)   |       |      | Dijon             |
| 5  | D    | Racine Coly           | 8 dicembre 1995 (19 anni)   |       |      | Brescia           |
| 6  | D    | Elimane Cissé         | 12 marzo 1995 (19 anni)     |       |      | Diambars          |
| 7  | A    | Ibrahima Wadji        | 5 maggio 1995 (19 anni)     |       |      | Mbour Petite Côte |
| 8  | C    | Sidy Sarr             | 5 giugno 1996 (18 anni)     |       |      | Mbour Petite Côte |
| 9  | D    | Pape Abou Cissé       | 14 settembre 1995 (19 anni) |       |      | Ajaccio           |
| 10 | C    | Soro Mbaye            | 7 luglio 1995 (19 anni)     |       |      | Sedan             |
| 11 | A    | El Hadji Malick Niang | 9 dicembre 1995 (19 anni)   |       |      | Gorée             |
| 12 | C    | Loum N'Diaye          | 9 dicembre 1995 (19 anni)   |       |      | Ouakam            |
| 13 | D    | Alhassane Sylla       | 24 agosto 1995 (19 anni)    |       |      | Diambars          |
| 14 | A    | Moussa Koné           | 30 dicembre 1996 (18 anni)  |       |      | Dakar             |
| 15 | D    | Moussa Wagué          | 4 ottobre 1998 (16 anni)    |       |      | ASPIRE            |
| 16 | P    | Seydou Sy             | 12 dicembre 1995 (19 anni)  |       |      | Monaco            |
| 17 | C    | Roger Gomis           | 20 marzo 1995 (19 anni)     |       |      | Louhans-Cuiseaux  |
| 18 | C    | Alassane Sow          | 3 gennaio 1997 (18 anni)    |       |      | Saragozza         |
| 19 | A    | Sékou Gassama         | 6 maggio 1995 (19 anni)     |       |      | Rayo Vallecano    |
| 20 | A    | Oumar Goudiaby        | 1º gennaio 1995 (20 anni)   |       |      | Guédiawaye        |
| 21 | P    | Ibrahima Sy           | 13 agosto 1995 (19 anni)    |       |      | Lorient           |

## Gruppo B

### Ghanaunder 20
Commissario tecnico:  Sellas Tetteh
| N. | Pos. | Giocatore           | Data nascita (età)          | Pres. | Reti | Squadra               |
| -- | ---- | ------------------- | --------------------------- | ----- | ---- | --------------------- |
| 1  | P    | Michael Sai         | 24 luglio 1995 (19 anni)    |       |      | Berekum Chelsea       |
| 2  | D    | Yakubu Mohammed     | 7 giugno 1996 (18 anni)     |       |      | Tema Youth            |
| 5  | C    | Emmanuel Antwi      | 5 maggio 1996 (18 anni)     |       |      | Liberty Professionals |
| 4  | D    | Joseph Bempah       | 5 settembre 1995 (19 anni)  |       |      | Hearts of Oak         |
| 5  | D    | Kingsley Fobi       | 20 settembre 1998 (16 anni) |       |      | Right to Dream        |
| 6  | D    | Stephen Anokye Badu | 1º maggio 1996 (18 anni)    |       |      | Brong Ahafo United    |
| 7  | A    | Samuel Tetteh       | 28 luglio 1996 (18 anni)    |       |      | Wafa                  |
| 8  | C    | Kofi Yeboah         | 14 maggio 1995 (19 anni)    |       |      | Wa All Stars          |
| 9  | A    | Samuel Afful        | 2 dicembre 1995 (19 anni)   |       |      | Sekondi Hasaacas      |
| 10 | C    | Clifford Aboagye    | 11 febbraio 1995 (20 anni)  |       |      | Granada               |
| 11 | C    | Asiedu Attobrah     | 15 marzo 1995 (19 anni)     |       |      | New Edubiase          |
| 12 | P    | Kwame Baah          | 21 aprile 1998 (16 anni)    |       |      | Heart of Lions        |
| 13 | C    | Michael Otoo        | 1º novembre 1997 (17 anni)  |       |      | UniStars              |
| 14 | D    | Joseph Aidoo        | 29 settembre 1995 (19 anni) |       |      | Inter Allies          |
| 15 | D    | Joseph Adjei        | 20 agosto 1995 (19 anni)    |       |      | Wa All Stars          |
| 16 | P    | Mutawakilu Seidu    | 8 agosto 1995 (19 anni)     |       |      | Hearts of Oak         |
| 17 | C    | Yaw Yeboah          | 28 marzo 1997 (17 anni)     |       |      | Manchester City       |
| 18 | A    | Jonah Osabutey      | 8 ottobre 1998 (16 anni)    |       |      | Tema Youth            |
| 19 | A    | Benjamin Tetteh     | 10 luglio 1997 (17 anni)    |       |      | Tufu Mighty Jets      |
| 20 | C    | Prosper Kassim      | 15 dicembre 1996 (18 anni)  |       |      | Inter Allies          |
| 21 | D    | Patrick Asmah       | 25 gennaio 1996 (19 anni)   |       |      | Brong Ahafo Stars     |

### Maliunder 20
Commissario tecnico:  Fagnéry Diarra
| N. | Pos. | Giocatore            | Data nascita (età)          | Pres. | Reti | Squadra           |
| -- | ---- | -------------------- | --------------------------- | ----- | ---- | ----------------- |
| 1  | P    | Mahamane Baye        | 8 ottobre 1996 (18 anni)    |       |      | Avenir Tombouctou |
| 2  | D    | Bourama Doumbia      | 3 ottobre 1997 (17 anni)    |       |      | ASPIRE            |
| 3  | C    | Souleymane Diarra    | 31 gennaio 1995 (20 anni)   |       |      | Wydad Casablanca  |
| 4  | D    | Youssouf Koné        | 5 luglio 1995 (19 anni)     |       |      | Lilla             |
| 5  | D    | Ichaka Diarra        | 18 gennaio 1995 (20 anni)   |       |      | Stade Malien      |
| 6  | D    | Hamidou Maiga        | 2 gennaio 1995 (20 anni)    |       |      | LCBA              |
| 7  | A    | Mohamed Guilavogui   | 14 novembre 1996 (18 anni)  |       |      | Montpellier       |
| 8  | C    | Diadie Samassékou    | 11 gennaio 1996 (19 anni)   |       |      | Réal Bamako       |
| 9  | A    | Saliou Guindo        | 12 settembre 1996 (18 anni) |       |      | ASEC Mimosas      |
| 10 | A    | Hamidou Traoré       | 7 ottobre 1996 (18 anni)    |       |      | Elazığspor        |
| 11 | A    | Malick Touré         | 22 settembre 1995 (19 anni) |       |      | Club Africain     |
| 12 | D    | Souleymane Coulibaly | 8 agosto 1996 (18 anni)     |       |      | Réal Bamako       |
| 13 | D    | Aboubacar Doumbia    | 19 aprile 1995 (19 anni)    |       |      | Réal Bamako       |
| 14 | D    | Alassane Diallo      | 19 febbraio 1995 (20 anni)  |       |      | Westerlo          |
| 15 | A    | Souleymane Sissoko   | 10 aprile 1996 (18 anni)    |       |      | Onze Créateurs    |
| 16 | P    | Mohamed Sanogo       | 13 agosto 1995 (19 anni)    |       |      | Onze Créateurs    |
| 17 | C    | Falaye Sacko         | 1º maggio 1995 (19 anni)    |       |      | Djoliba           |
| 18 | C    | Moussa Bagayoko      | 18 dicembre 1998 (16 anni)  |       |      | Black Stars       |
| 19 | A    | Adama Traore         | 28 giugno 1995 (19 anni)    |       |      | Lilla             |
| 20 | C    | Fousseyni Diabaté    | 18 ottobre 1995 (19 anni)   |       |      | Stade Reims       |
| 21 | P    | Sory Ibrahima Traoré | 24 gennaio 1996 (19 anni)   |       |      | Bamako            |

### Sudafricaunder 20
Commissario tecnico:  Thabo Senong
| N. | Pos. | Giocatore            | Data nascita (età)          | Pres. | Reti | Squadra                |
| -- | ---- | -------------------- | --------------------------- | ----- | ---- | ---------------------- |
| 1  | P    | Sibongiseni Mkhize   | 16 giugno 1996 (18 anni)    |       |      | Cape Town              |
| 2  | D    | Kabelo Seriba        | 12 maggio 1997 (17 anni)    |       |      | Bloemfontein Celtic    |
| 3  | D    | Bongane Mathabela    | 5 maggio 1996 (18 anni)     |       |      | Witbank Spurs          |
| 4  | D    | Chaz Gerard Williams | 20 ottobre 1995 (19 anni)   |       |      | Cape Town All Stars    |
| 5  | D    | Ayabulela Magqwaka   | 12 gennaio 1996 (19 anni)   |       |      | SuperSport United      |
| 6  | D    | Tebogo Moerane       | 7 aprile 1995 (19 anni)     |       |      | Bidvest Wits           |
| 7  | A    | Tyroane Sandows      | 12 febbraio 1995 (20 anni)  |       |      | Grêmio                 |
| 8  | C    | Tlotlo Leepile       | 2 agosto 1996 (18 anni)     |       |      | Tourizense             |
| 9  | A    | Dumisani Zuma        | 22 maggio 1995 (19 anni)    |       |      | Bloemfontein Celtic    |
| 10 | A    | Siyanda Ngubo        | 4 dicembre 1996 (18 anni)   |       |      | Orlando Pirates        |
| 11 | C    | Pule Maraisane       | 3 gennaio 1995 (20 anni)    |       |      | Tourizense             |
| 12 | D    | Maphosa Modiba       | 22 luglio 1995 (19 anni)    |       |      | Mpumalanga Black Aces  |
| 13 | D    | Madisha Modjeka      | 12 gennaio 1995 (20 anni)   |       |      | Mamelodi Sundowns      |
| 14 | A    | Tshidiso Monamodi    | 21 febbraio 1997 (18 anni)  |       |      | Bidvest Wits           |
| 15 | C    | Keamogetswe Boikanyo | 25 ottobre 1996 (18 anni)   |       |      | Mamelodi Sundowns      |
| 16 | P    | Dumsani Msibi        | 1º maggio 1995 (19 anni)    |       |      | SuperSport United      |
| 17 | A    | Thamsanqa Masiya     | 17 settembre 1996 (18 anni) |       |      | Bidvest Wits           |
| 18 | C    | Siphelele Luthuli    | 1º febbraio 1995 (20 anni)  |       |      | University of Pretoria |
| 19 | C    | Siphelele Luthuli    | 13 agosto 1995 (19 anni)    |       |      | Vitória Guimarães      |
| 20 | C    | Morne Nel            | 23 maggio 1996 (18 anni)    |       |      | SuperSport United      |
| 21 | P    | Mpho Mathekga        | 13 giugno 1996 (18 anni)    |       |      | Mamelodi Sundowns      |

### Zambiaunder 20
Commissario tecnico:  Hector Chilombo
| N. | Pos. | Giocatore         | Data nascita (età)          | Pres. | Reti | Squadra                  |
| -- | ---- | ----------------- | --------------------------- | ----- | ---- | ------------------------ |
| 1  | P    | Mangani Banda     | 13 luglio 1997 (17 anni)    |       |      | Zanaco                   |
| 2  | D    | Benedict Chepeshi | 10 giugno 1996 (18 anni)    |       |      | Red Arrows               |
| 3  | D    | Peter Mulenga     | 11 febbraio 1995 (20 anni)  |       |      | Red Arrows               |
| 4  | D    | Boyd Mkandawire   | 11 aprile 1997 (17 anni)    |       |      | NAPSA Stars              |
| 5  | D    | Simon Tembo       | 18 maggio 1996 (18 anni)    |       |      | Kabwe Warriors           |
| 6  | D    | Mweene Mumbi      | 31 agosto 1995 (19 anni)    |       |      | African Soccer Cape Town |
| 7  | A    | Patrick Ngoma     | 21 maggio 1997 (17 anni)    |       |      | Red Arrows               |
| 8  | A    | Patson Daka       | 9 ottobre 1998 (16 anni)    |       |      | Nchanga Rangers          |
| 9  | C    | Charles Zulu      | 2 gennaio 1996 (19 anni)    |       |      | Zanaco                   |
| 10 | C    | Langson Mbewe     | 21 gennaio 1996 (19 anni)   |       |      | Kabwe Warriors           |
| 11 | C    | Larry Bwalya      | 29 maggio 1995 (19 anni)    |       |      | Power Dynamos            |
| 12 | C    | Benson Sakala     | 12 settembre 1996 (18 anni) |       |      | Chicago Magic PSG        |
| 13 | D    | Kayawe Kapota     | 27 dicembre 1996 (18 anni)  |       |      | Mpande Youth             |
| 15 | D    | Alex Mwamba       | 29 maggio 1995 (19 anni)    |       |      | Power Dynamos            |
| 16 | P    | Geofrey Silavwe   | 28 maggio 1996 (18 anni)    |       |      | Green Buffaloes          |
| 17 | C    | Lubambo Musonda   | 1º marzo 1995 (20 anni)     |       |      | Ulisses                  |
| 18 | C    | Spencer Sautu     | 10 marzo 1996 (18 anni)     |       |      | Green Eagles             |
| 19 | C    | Kelvin Chinyama   | 28 febbraio 1996 (19 anni)  |       |      | Nkana                    |
| 20 | A    | Dave Daka         | 28 febbraio 1996 (19 anni)  |       |      | Zanaco                   |
| 21 | P    | Tresford Mulenga  | 21 agosto 1998 (16 anni)    |       |      | Kabwe Warriors           |